# Pacółtówko
Pacółtówko (deutsch Klein Pötzdorf) ist ein Ort in der polnischen Woiwodschaft Ermland-Masuren und gehört zur Gmina Grunwald (Landgemeinde Grünfelde) im Powiat Ostródzki (Kreis Osterode in Ostpreußen).

## Geographische Lage
Pacółtówko liegt im südlichen Westen der Woiwodschaft Ermland-Masuren, 21 Kilometer südöstlich der Kreisstadt Ostróda (deutsch Osterode in Ostpreußen).

## Geschichte
Petzdorf, nach 1785 Klein Pötzdorf genannt, war vor 1945 eine Domäne. 1874 wurde der Ort in den neu errichteten Amtsbezirk Groß Pötzdorf (polnisch Pacółtowo) im Kreis Osterode in Ostpreußen eingegliedert. Im Jahre 1910 zählte Klein Pötzdorf 99 Einwohner.
Am 30. September 1928 schloss sich Klein Pötzdorf mit der Landgemeinde Groß Pötzdorf und dem Gutsbezirk gleichen Namens zur neuen Landgemeinde Pötzdorf (ohne Zusatzbezeichnung) zusammen.
In Kriegsfolge kam Klein Pötzdorf 1945 mit dem gesamten südlichen Ostpreußen zu Polen. Der Ort erhielt die polnische Namensform „Pacółtówko“ und ist heute eine Ortschaft innerhalb der Gmina Grunwald (Landgemeinde Grünfelde) – mit Sitz in Gierzwałd (Geierswalde) – im Powiat Ostródzki (Kreis Osterode in Ostpreußen), bis 1998 der Woiwodschaft Olsztyn, seither der Woiwodschaft Ermland-Masuren – mit Sitz in Olsztyn (Allenstein) – zugehörig.

## Kirche
Bis 1945 war Klein Pötzdorf in die evangelische Kirche Groß Pötzdorf in der Kirchenprovinz Ostpreußen der Kirche der Altpreußischen Union sowie in die römisch-katholische Kirche der Stadt Gilgenburg (polnisch Dąbrówno) im Bistum Ermland eingepfarrt. Heute gehört Pacółtówko evangelischerseits zur Kirche Olsztynek (Hohenstein i. Ostpr.), einer Filialkirche von Olsztyn (Allenstein) in der Diözese Masuren der Evangelisch-Augsburgischen Kirche in Polen, katholischerseits zur Kirchengemeinde Pacółtowo (Groß Pötzdorf), einer Filialgemeinde der Pfarrei Gierzwałd (Geierswalde) im jetzigen Erzbistum Ermland.

## Verkehr
Pacółtówko liegt an einer Nebenstraße, die Gierzwałd mit Olsztynek verbindet. Eine Bahnanbindung besteht nicht.